# Carterica
Carterica is een kevergeslacht uit de familie van de boktorren (Cerambycidae). De wetenschappelijke naam van het geslacht werd voor het eerst geldig gepubliceerd in 1858 door Pascoe.

## Soorten
Carterica omvat de volgende soorten:
- Carterica buquetii Thomson, 1860
- Carterica cincticornis Bates, 1865
- Carterica mima Belon, 1903
- Carterica mucronata (Olivier, 1795)
- Carterica pygmaea Bates, 1881
- Carterica rubra Martins & Galileo, 2005
- Carterica soror Belon, 1896
- Carterica tricuspis Belon, 1903